# Gary Thompson
Gary Thompson (ur. 31 maja 1992 roku w Dublinie) – irlandzki kierowca wyścigowy.

## Kariera

### Formuła BMW
Thompson rozpoczął karierę w jednomiejscowych bolidach wyścigowych w wieku 17 lat w 2009 roku poprzez starty w Europejskiej i Pacyficznej edycji Formuły BMW. Jednak jedynie w serii pacyficznej był klasyfikowany. Dzięki 1 zwycięstwu i 10 podium Irlandczyk uzbierał 180 punktów. Dało mu to tytuł wicemistrzowski w serii.

### Formuła 3
W sezonie 2010 Gary przeniósł się do Formuły 3, gdzie wystartował w japońskiej edycji. Tu dwukrotnie stawał na podium. Z dorobkiem 33 punktów uplasował się na 5 pozycji w klasyfikacji generalnej klasy narodowej. W kolejnym sezonie startów w edycji japońskiej znów był piąty. Tym razem jednak dorobek punktowy był większy. 1 zwycięstwo i 6 podium dało mu 52 punkty. W klasie narodowej Japońskiej Formuły 3 wystartował również w sezonie 2012. Tym razem jednak 1 zwycięstwo i 6 podium sklasyfikowało go tuż za podium w klasie narodowej.
Na sezon 2013 Irlandczyk podpisał kontrakt z włoską ekipą Romeo Ferraris na starty w Europejskiej Formule 3. Jednak w żadnym z sześciu wyścigów, w których wystartował, nie zdobył punktów. Został sklasyfikowany na 29 pozycji.

## Statystyki
| Sezon | Seria                               | Zespół                     | Wyścigi | Zwycięstwa | PP | NO | Podium | Punkty | Pozycja |
| ----- | ----------------------------------- | -------------------------- | ------- | ---------- | -- | -- | ------ | ------ | ------- |
| 2009  | Europejska Formuła BMW              | Räikkönen Robertson Racing | 4       | 0          | 0  | 0  | 0      | 0      | NS      |
| 2009  | Formuła BMW Pacyfik                 | Team E-Rain                | 15      | 1          | 2  | 3  | 10     | 180    | 2       |
| 2010  | Japońska Formuła 3 - klasa narodowa | Achievement by KCMG        | 16      | 0          | 0  | 0  | 2      | 33     | 5       |
| 2011  | Japońska Formuła 3 - klasa narodowa | SGC by KCMG                | 14      | 1          | 0  | 4  | 6      | 52     | 5       |
| 2012  | Japońska Formuła 3 - klasa narodowa | SGC by KCMG                | 15      | 1          | 1  | 0  | 6      | 56     | 4       |
| 2013  | Asian Le Mans Series - LMP2         | KCMG                       | 1       | 1          | 0  | 1  | 1      | 0      | NS†     |
| 2013  | Europejska Formuła 3                | Romeo Ferraris             | 6       | 0          | 0  | 0  | 0      | 0      | 29      |

† – Thompson nie był zaliczany do klasyfikacji